# 石垣島東海岸の津波石群

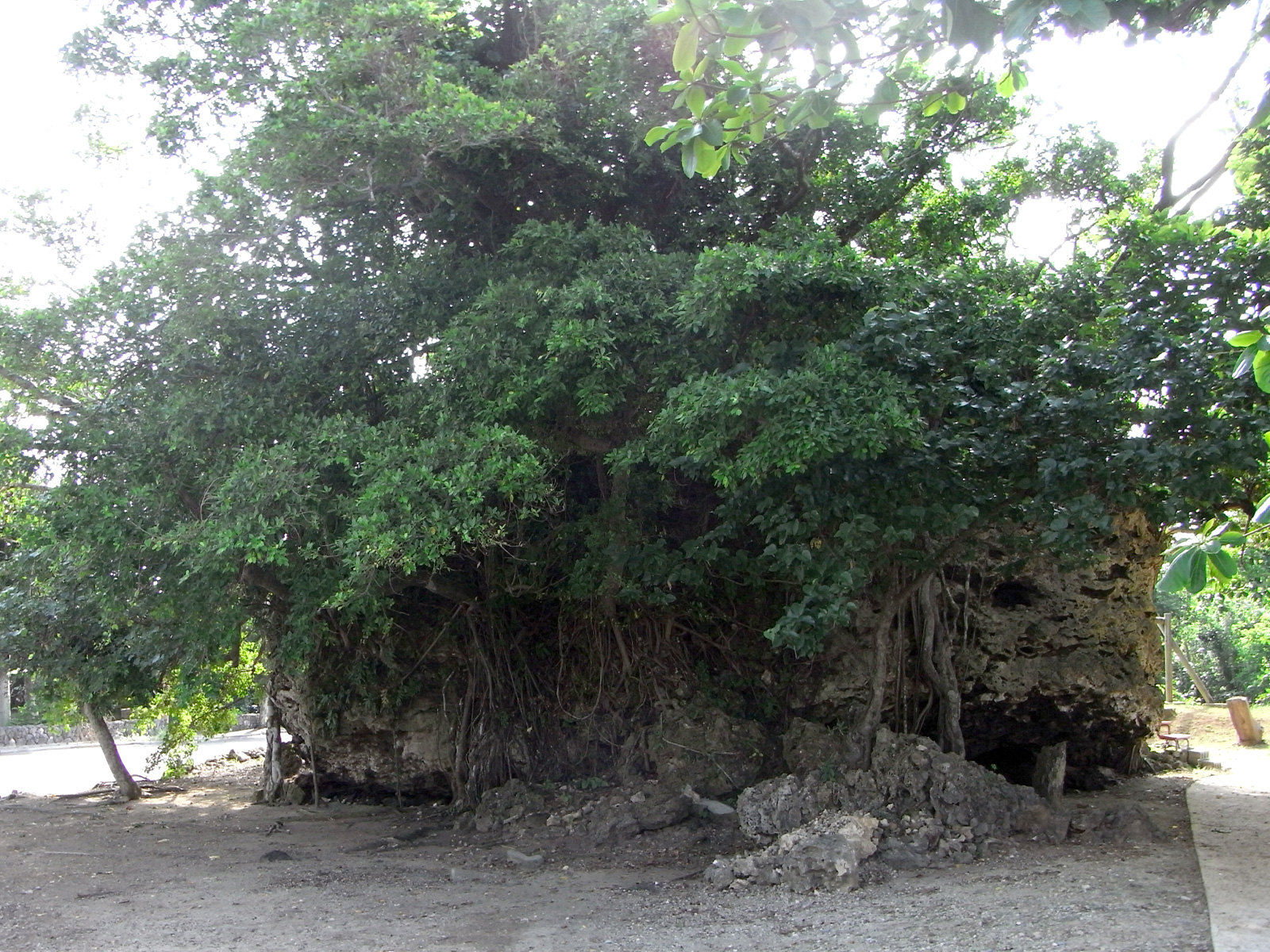
石垣島大浜の津波大石（つなみうふいし）（石垣市）

石垣島東海岸の津波石群（いしがきじまひがしかいがんのつなみいしぐん）は、沖縄県石垣市の石垣島の東海岸に点在する津波石である。
国の天然記念物（地質・鉱物）に指定されている。

## 概要
2013年3月27日付で、4箇所の津波石が「石垣島東海岸の津波石群」の名称で天然記念物（地質・鉱物）に指定された。その後、2013年10月17日付で、さらに1箇所の津波石が天然記念物に追加指定された。
指定の対象となった津波石は、科学的分析や史料によって津波によって移動したことが裏付けられている5箇所の石である。このうち、「津波大石」については、約2000年前に発生した津波によって打ち上げられたことが、付着したサンゴの分析などにより科学的に裏付けられている。残る4つについては、1771年の八重山地震による津波（明和の大津波）で移動したとの記録が、被害状況の報告書である『大波之時各村之形行書』の末尾に収録された『奇妙変異記』に残っている。同書によれば、石垣島の4箇所と黒島の1箇所で計7つの岩塊が移動したとされる。
石垣市教育委員会では、天然記念物への指定後に、周辺の環境整備や標柱及び看板の設置を行う予定としている。

## 天然記念物に指定された津波石の一覧

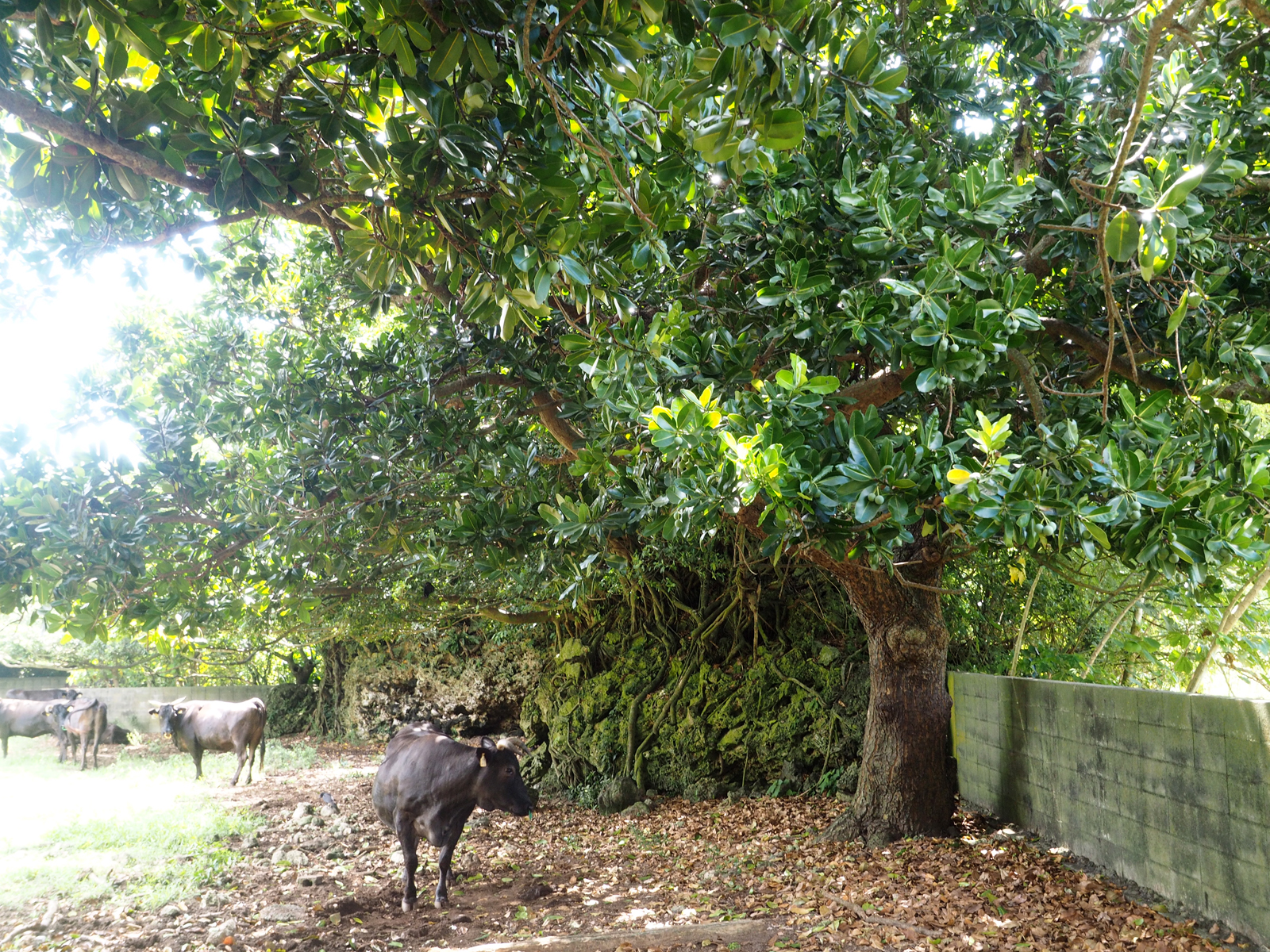
高こるせ石

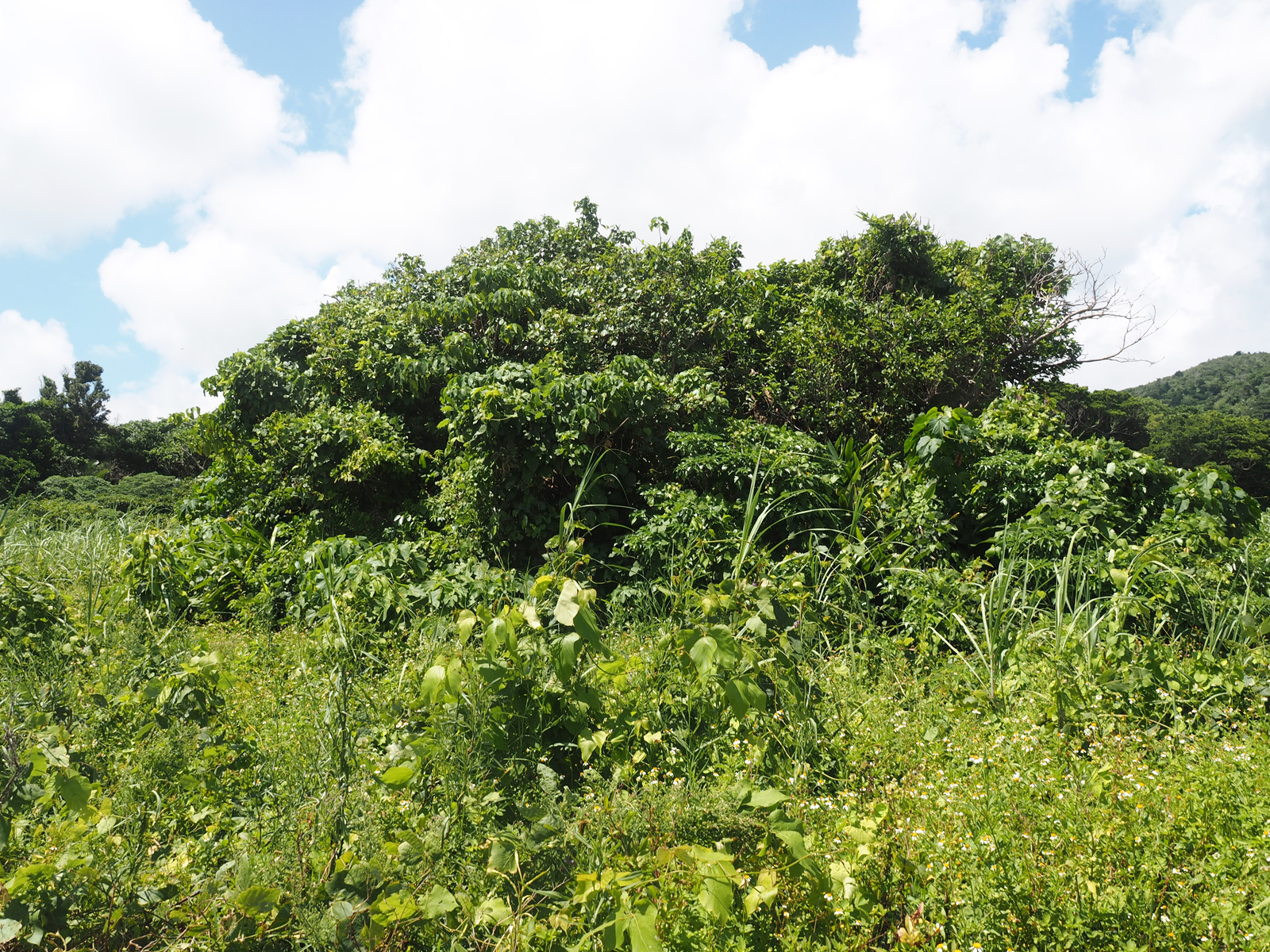
あまたりや潮荒

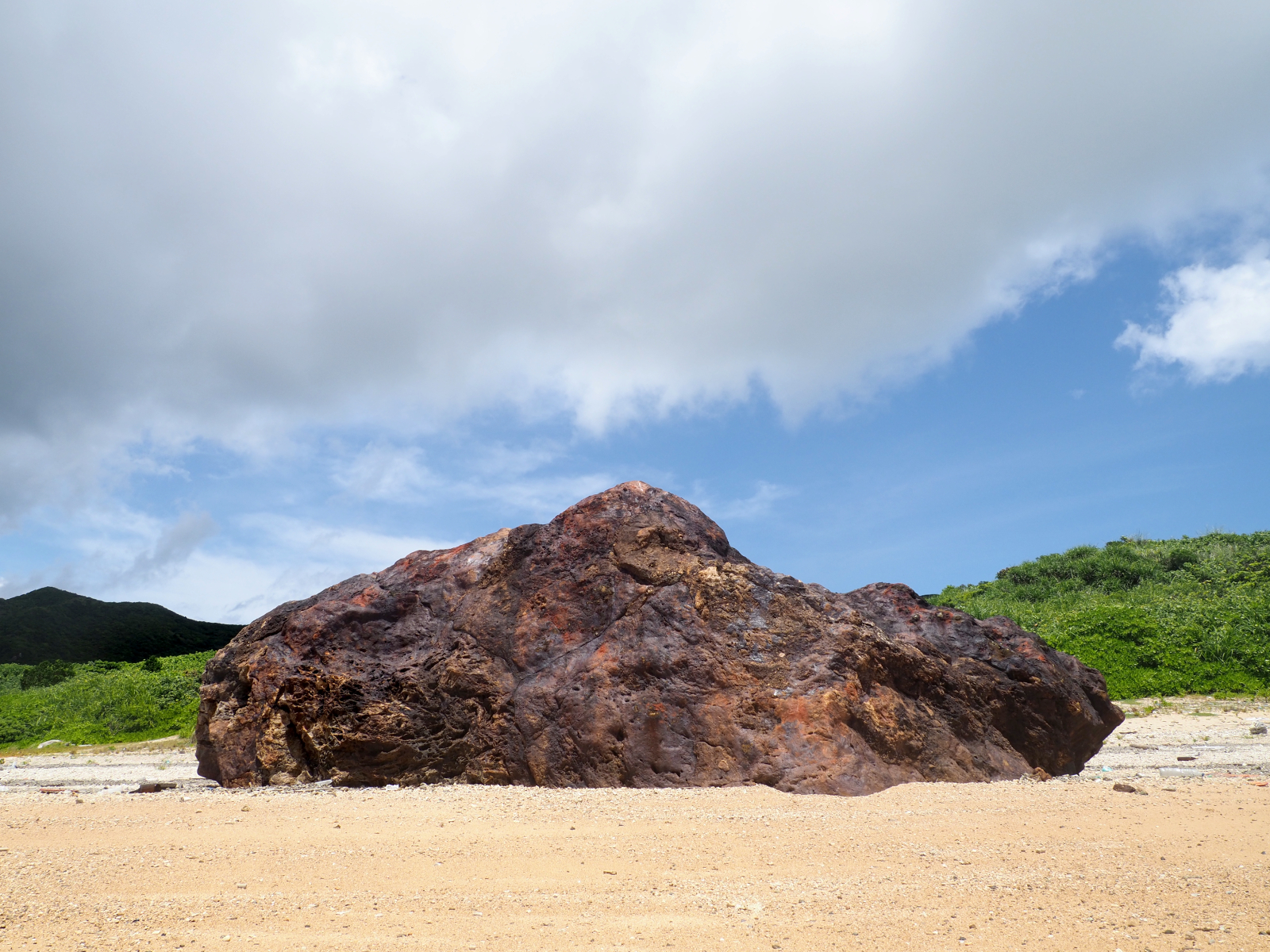
安良大かね

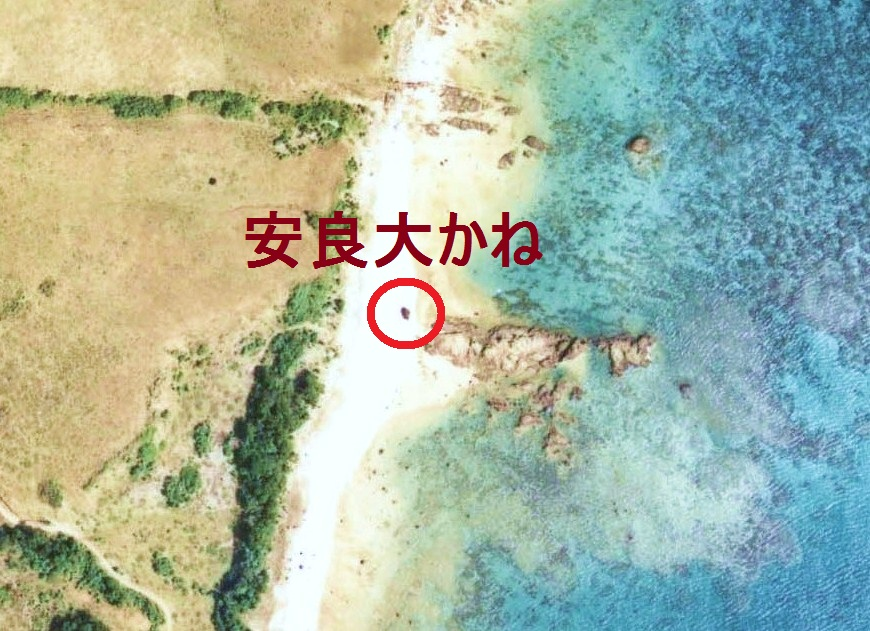
安良大かね付近の空中写真。
赤い円で囲った中にある小さな岩が「安良大かね」である。
。（1977年撮影）

津波大石（つなみうふいし）（津波大石の位置/地図）
石垣島南東部の大浜の崎原公園（沖縄県石垣市字大浜下屋敷地）にある。長径12.8m、短径10.4m、高さ5.9mで、推定重量1,000トンの巨大なサンゴ石灰岩の岩塊である。表面に付着したサンゴの年代等を分析した結果、この石は1771年の明和の大津波ではなく、先島津波と名付けられた約2000年前の津波によって打ち上げられたものと考えられている。
高こるせ石（たかこるせいし）（高こるせ石/地図）
石垣島南東部の大浜（沖縄県石垣市字大浜船着原）の畑地にある。2000年前の先島津波でコルセ御嶽に運ばれた石が、明和の大津波で再び北方に約600m移動したものと考えられている。大中小の3つに分かれており、合計推定重量は約700トン。『奇妙変異記』には、元々、コルセ御嶽（黒石御嶽）の中に2つの石が並んでいたが、津波で流されてひとつが畑地に、もうひとつが沖合にそれぞれ移動したと記録されている。
あまたりや潮荒（あまたりやすうあれ）（あまたりや潮荒/地図）
石垣島中部の伊野田（沖縄県石垣市字桃里伊野田）の海岸から約200m離れた畑地内にあるサンゴ石灰岩。推定重量は約300トン。『奇妙変異記』には、元々、あまたりやという浜の沖合約3町（約327m）にあった2つの石が、津波によって浜から約2町（約218m）の内陸に移動したという記載があり、この石に該当すると考えられている。今回指定されたのは2つのうち、一方のみである。
安良大かね（やすらうふかね）（安良大かね/地図）
石垣島北部の平久保半島の安良（沖縄県石垣市字平久保平久保牧）の浜辺にある。直径7.5m、高さ2.4m。サンゴ石灰岩ではなく流紋岩で、鉄分を多く含んでおり赤く見える。『奇妙変異記』には、元々は浜にあったものが、津波で約30間北へ動いたと記されている。通称イファンガニとも呼ばれる。
バリ石（バリ石/地図）
石垣島北部の平久保半島の伊原間の東側、トムル崎とヤバガ崎間のヤバガ浜にある。直径9m、高さ3.6m、推定重量220トンのハマサンゴで、津波で打ち上げられたハマサンゴとしては世界最大とされる。中心で2つに割れていることから「バリ石」と呼ばれる。付着したサンゴの分析等から、明和の大津波で打ち上げられたものと考えられている。
当初の天然記念物指定から漏れていたもので、地元公民館などからは指定を望む声があった。2013年6月21日に追加指定が文化審議会により答申され、同年10月17日付で指定された。

## その他の主要な津波石
午ノ方石（うまぬふぁいし）（午ノ方石の位置/地図）
石垣島の南西のウマノファ干瀬と呼ばれる堡礁にある。1667年に起きた地震の津波で石垣島南部の海岸に打ち上げられ、明和の大津波の引き波で数km離れた現在地に移動したものと考えられている。『奇妙変異記』には、「ふくらおり石」と呼ばれる岩塊が津波によって石垣島南部の糸数浜からアーサー干瀬に移動したとの記載があり、午ノ方石は「ふくらおり石」であると推定されている。